# The Spectator (1828)
The Spectator is een Brits tijdschrift over politiek, cultuur en actualiteit. Het eerste nummer dateert uit juli 1828, waardoor het het oudste nog bestaand weekblad ter wereld is.
The Spectator was eigendom van Sir David Rowat Barclay en Sir Frederick Hugh Barclay, in het algemeen bekend staand als de "Barclay Brothers" of de "Barclay Twins". Zij hadden tot het overlijden van David op 10 januari 2021 gezamenlijk zakelijke belangen, voornamelijk in de detailhandel, onroerend goed en de media. Davids zoon Aiden behartigt nu de belangen in het Verenigd Koninrijk. Hugh Barclay is eigenaar van het tijdschrift The Spectator en het maandblad Apollo via Press Acquisitions Limited. Hij is ook eigenaar van de Telegraph Group Limited, dat het moederbedrijf is van The Daily Telegraph en The Sunday Telegraph.
Naast de Britse editie verschijnt ook een Australische versie, The Spectator Australia. Voor de Verenigde Staten wordt een afzonderlijke website onderhouden.
De redactionele visie van The Spectator neigt eerder in de richting van de Conservatieve Partij. Haar hoofdredacteuren werden meermaals vooraanstaande politici in de Conservative Party. Zo schreef Boris Johnson vijf jaar lang politieke columns voor de Telegraph, alsook voor het zustertijdschrift The Spectator waarvan hij van 1999 tot 2005 hoofdredacteur was. Andere voormalige kabinetsleden waren ook dikwijls nauw betrokken bij deze bladen. Toch worden tevens regelmatig bijdragen vanuit andere hoek opgenomen, zoals die van Roderick E. Liddle, een sociaaldemocraat. Naast columns en vaste krantenartikelen over de actualiteit staan in het blad artikelen over boeken, muziek, opera, alsmede film- en tv-recensies.

## Trivia
The Spectator Hotel is een hotel in Charleston, South Carolina.